# Статіра
Статіра (близько 346 — 323 до н. е.) — старша дочка перського царя Дарія III і дружина Александра Македонського.

## Життєпис
Арріан називає дочку Дарія Барсіною, всі інші античні автори називають її Статірою. Вважається, що Барсіна — дошлюбне ім'я, а після весілля її, як водиться у македонських царів, перейменували на Статіру на честь її померлої матері, коханої дружини Дарія. Підстави для такого припущення розумні, зазвичай перси називали своїх дітей не іменами батьків, а предків. Ім'я Статіра, імовірно, має індоєвропейське коріння, означає «зірка» (грецька «astéri», перська «setareh»).
Вік Статіри можна оцінити таким чином. Коли її з сім'єю Дарія восени 333 до н. е. захопили македонці, які перемогли в битві при Іссі, Статіру з сестрою іменують "дівчатами дивовижної краси і «дівчатами на виданні». У той самий час Статіру обіцяли в дружини сатрапові Мазею, однак не встигли віддати, мабуть, внаслідок неповноліття. Відтак Статірі 333 до н. е. мало бути 13-14 років.
За описом Діодора і Курція, македонці, які перемогли в битві При Іссі, грабували перський обоз, не церемонячись з рештою жінок:
| «… ті, хто раніше вишукано пересувалися на розкішних колісницях, не показуючи ні п'яді свого непокритого тіла, тепер виривалися з наметів з риданнями, в одних тільки хітонах, і падали на коліна перед завойовниками… Деякі з солдатів тягли нещасних за волосся, інші, зриваючи одяг, гнали їх ударами рук і тупими кінцями списів по оголеним тілам.» |

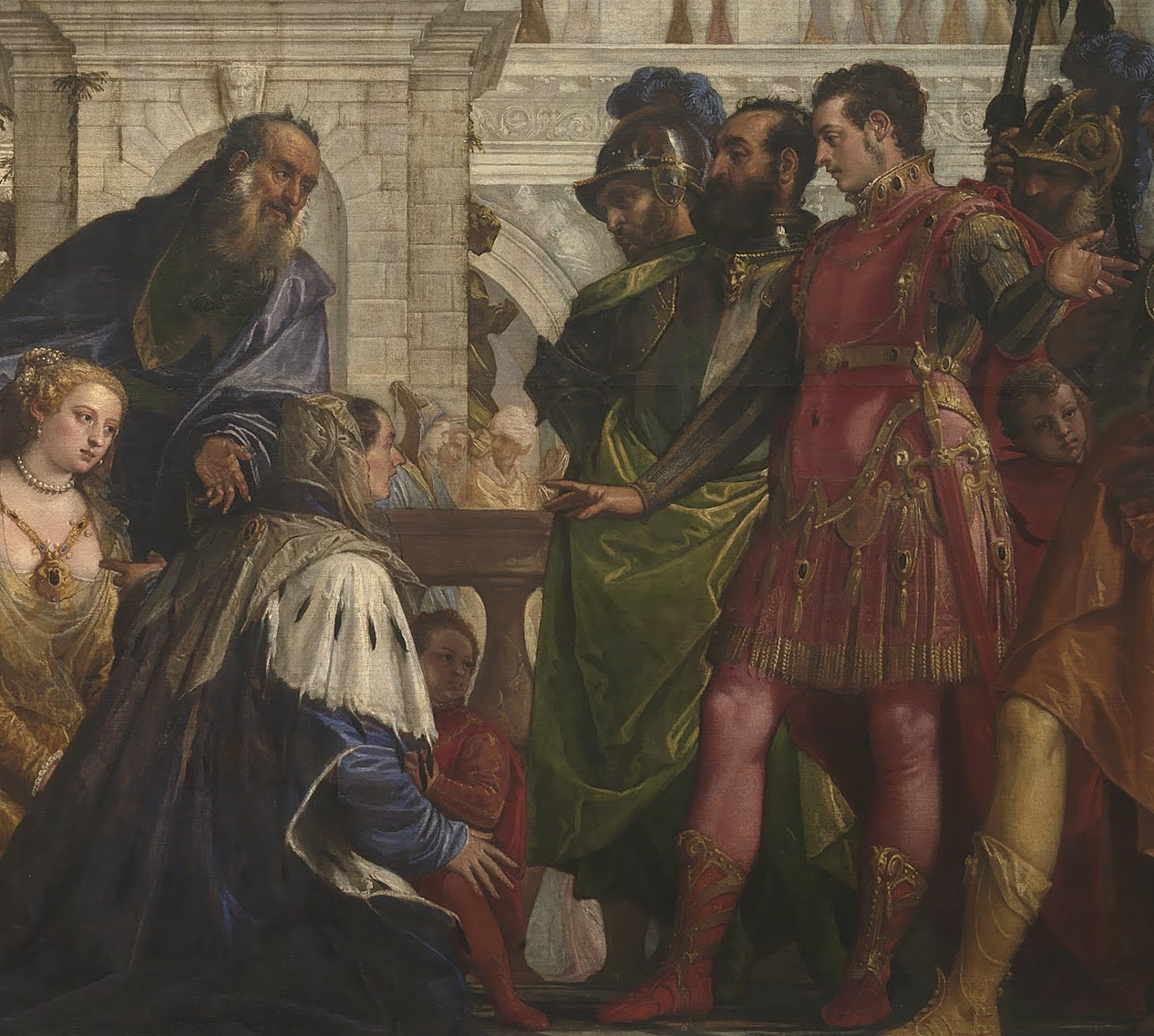
Родина царя Дарія в ногах Александра. Картина Паоло Веронезе, XVI століття

Намет родини Дарія теж розграбували, хоча царська гідність дозволила їм уникнути найгіршого. Наступного дня Александр наніс візит до матері Дарія і відновив всі втрачені привілеї, повернув всі коштовності і слуг. Він навіть обіцяв подбати про шлюб Статіри та її сестри. Подальший шлях родина Дарія проводить в обозі македонської армії.
Дарій надіслав пропозицію Александру взяти Статіру в дружини, а в посаг всі землі на захід від річки Галіс. Македонський цар не погодився, не бажаючи приймати те, чим і так володіє. Приблизно в 331 до н. е. померла мати Статіри. Дарій знову звернувся до Александра з пропозицією взяти в дружини Статіру і всі землі на захід вже від річки Євфрат. Крім того, він пропонував 30 тисяч талантів за 3 осіб, свою матір і двох дочок, залишаючи свого 8-річного сина Оха як заручника. Александр знову відмовився:
| «…Він [Дарій] надає мені багато пошани, воліючи мати мене як зятя, аніж Мазея» (Курцій); «Він [Александр] не потребує грошей Дарія і не прийме замість всієї країни тільки частину її: і гроші, і вся країна належать йому. Якщо він забажає одружитися з дочкою Дарія, то одружиться і без згоди Дарія» (Арріан) |

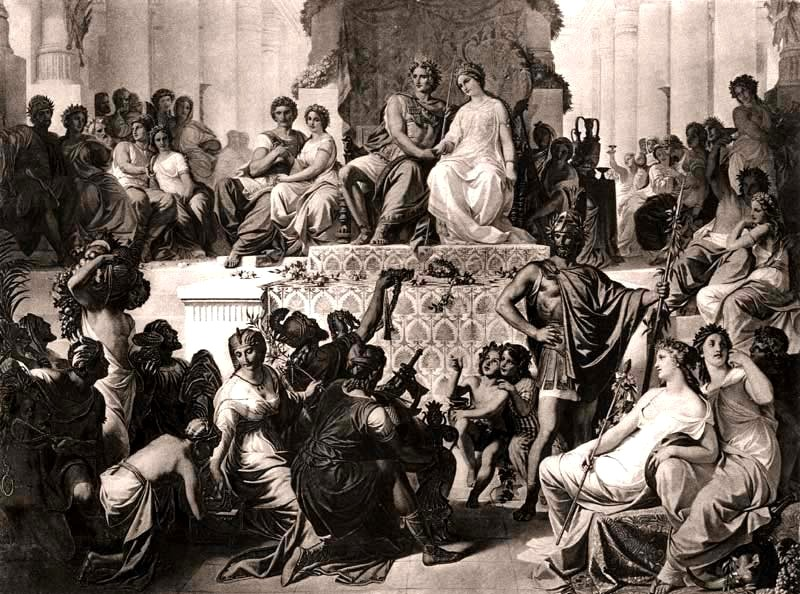
Весілля в Сузах: одруження Александра зі Статірою і Гефестіона з Дріпетідою. Картина XIX століття

Відповідь була продиктована не самовпевненістю молодого полководця, але тверезим розрахунком. Незабаром восени 331 до н. е. Дарій остаточно розбитий в битві при Гавгамелах, тікає, переслідуваний, і гине від рук свого сатрапа. Наречений Статіри Мазей здає ввірений йому Вавилон, але отримує його знову з рук Александра. У 328 до н. е. він помирає своєю смертю.
Після Гавгамел Александр надіслав майстринь та тканини до Сісігамбіс, матері Дарія, щоб та навчила онучок рукодільної майстерності, тим самим страшно образивши її, оскільки для знатних перських дам робота з вовною була страшним приниженням. Залишивши сім'ю Дарія в Сузах, Александр кинувся завойовувати нові незвідані землі на сході. Назад в Сузи він повернувся тільки через 6 років — 324 до н. е.
Після повернення з походу Александр несподівано одружився зі Статірою (див. Весілля в Сузах), якій йшов уже, імовірно, 21-й рік, а заразом з Парісатидою ІІ, молодшою дочкою іншого перського царя, Артаксеркса III. Сестру Статіри, Дріпетіду, віддав у дружини близькому другові Гефестіону. Ніхто з авторів не описує наречених, всім запали в пам'ять розкіш і масштаби урочистостей. Одночасно з Александром зіграли весілля ще близько ста наближених, а за чутками 10 000 простих македонців одружилися з місцевими жінками. Александр остаточно вирішив осісти в центрі Перської імперії і поріднитися з перською царською кров'ю, прийнявши місцевий спосіб життя.
Однак вже за рік, в 323 до н. е. він помер, залишивши Статіру вдовою. Її бабуся Сісігамбіс вчинила самогубство після смерті свого покровителя і захисника, передчуваючи, що настає нова епоха. Статіра в 323 до н. е. пала першою жертвою у довгій низці вбивств і страт, якими винищили повністю всю македонську династію Аргеадів. За словами Плутарха Роксана, перша дружина Александра: «до крайності ревнива, пристрасно ненавиділа Статіру, вона за допомогою підробленого листа заманила її та її сестру до себе, обох вбила, кинула трупи в колодязь і засипала землею».